# Red (personaje de Tex Avery)
Red es una personaje animada estadounidense, creada por Tex Avery, que aparece un muchos cortos de animación de la MGM y de Tom and Jerry. Es una cantante y bailarina de club nocturno que usualmente pone locos a todos los hombres allí donde se encuentre, especialmente al personaje de un Lobo quién — en vano — intenta seducirle y perseguirle. Red debutó en el corto de la MGM Red Hot Riding Hood (8 de mayo de 1943), una variante moderna del cuento de hadas "Caperucita roja".
Durante la época dorada de la animación estadounidense ella figuró en siete cortos de animación. Posteriormente, desde los 90s, apareció en muchas series de dibujos animados de Hanna-Barbera.

## Apariciones

### Cortos
- Red Hot Riding Hood (1943)
- Swing Shift Cinderella (1945)
- The Shooting of Dan McGoo (1945)
- Wild & Woolfy (1945)
- The Hick Chick (1946)
- Uncle Tom's Cabana (1947)
- Little Rural Riding Hood (1949)

### Televisión
- Tom and Jerry Kids (Televisión - 1990): "Red" apareció nuevamente en la serie animada del mismo nombre con en los dibujos animados de Droopy & Dripple y Calaboose Cat.
- Droopy, Master Detective (Televisión - 1993): Red fue rebautizada como "Miss VaVoom" para los cortometrajes de Droopy & Dripple, y, en los de Calaboose Cat, "Mystery Lady". En los cortometrajes de MGM hacía de dama en apuros, mientras que el Lobo y Droopy intentaban conquistarla.[2]

### Películas
- Quest for Camelot (Película - 1998): "Red" también hace un cameo con un dragón de dos cabezas llamado Cornwell bailando, se convirtió en la cabeza de Devon de la canción "¿Si yo no te tengo?"
- Tom and Jerry Meet Sherlock Holmes (Película - 2010)
- Tom and Jerry: Robin Hood and His Merry Mouse (Película - 2012)
- Tom and Jerry's Giant Adventure (Película - 2013)

### Cómics
- Wolf & Red (1995) (Dark Horse Comics)
- Droopy (1995) (Dark Horse Comics)
- Comics and Stories (1996) (Dark Horse Comics)

### Videojuegos
- Droopy´s Tennis Open (2002) (GBA)

### Millie
Millie
- Nacido: 23 de noviembre de 1923